# Banca Pueyo
Banca Pueyo es un banco español fundado en 1890 y situado en la localidad extremeña de Villanueva de la Serena, provincia de Badajoz.
El banco se llama Pueyo como el fundador de la familia y hasta los años ochenta era prácticamente un banco local. Tenía la oficina central en Villanueva de la Serena, localidad de 25.000 habitantes, y sucursales en dos localidades pacenses. En 2004 se expandió hacia Andalucía y abrió su oficina número 75.
En 2015, el banco celebró su 125 aniversario, durante el que abrió su oficina número 116. Ese año, atendía a cerca de 120.000 clientes.
A 31 de diciembre de 2018, Banca Pueyo contaba con 115 oficinas y 296 empleados.
El banco se identifica con el código de entidad número 0078.